# Benjamin Hvidt
Benjamin Steenfeldt Hvidt (født 12. marts 2000 i Kolind) er en dansk professionel fodboldspiller, der spiller for Esbjerg fB, hvortil han kom efter at spillet stort set hele karrieren hidtil i AGF.

## Klubkarriere
Hvidt startede sin fodboldkarriere som 4-årig i den lokale fodboldklub Kolind Pederstrup Idrætsforening. Her spillede han, indtil han i 2012 som U/12-spiller skiftede til AGF.
I marts 2015 skrev han under på sin første kontrakt gældende frem til sommeren 2017. På dette tidspunkt var han en del af klubbens U/17-hold i U/17 Ligaen, på trods af at han stadig havde alderen til U/15-fodbold.
Han skrev den 3. juli 2016 under på en treårig forlængelse af sin kontrakt med AGF, således den gælder frem til sommeren 2019. Blot elleve dage senere blev det offentliggjort, at Hvidt blev en permanent del af klubbens førsteholdstrup i en alder af 16 år. Han fik sin uofficielle debut for AGF i en træningskamp mod Lyngby Boldklub få dage forinden udnævnelsen som permanent spiller i Superligatruppen, hvor han blev skiftet ind med omtrent 10 minutter tilbage.
Den officielle debut for AGF i Superligaen kom den 24. april 2017, da han blev skiftet ind i det 82. minut i stedet for Elmar Bjarnason i 4-0-sejren hjemme over AaB.
Han skrev den 12. februar 2021 under på en forlængelse af sin kontrakt med AGF, der ellers stod til at udløbe ved udgangen af 2021. Herefter havde parterne papir på hinanden frem til udgangen af 2023.
Hans sidste år i AGF blev præget af nogle alvorlige skader, og det blev kun ganske få kampe, han fik på førsteholdet efter 2020-2021-sæsonen.

### Esbjerg fB
I sommeren 2024 skiftede Hvidt til Esbjerg fB, hvor han fik en treårig kontrakt.

## Landsholdskarriere
Han fik sin debut i landsholdssammenhæng den 6. oktober 2015 for U/16-landsholdet i en venskabskamp mod Ungarn. Han spillede alle 90 minutter i en kamp, som Danmark tabte 0-2 hjemme. Han spillede fire kampe mere for U/16-landsholdet, inden han den 3. oktober 2016 fik debut for U/17-landsholdet i en kamp mod Cypern ved Nordic Cup, som Danmark vandt 4-1.